# ساپرونوو
ساپرونوو (به لاتین: Sapronovo) یک منطقهٔ مسکونی در روسیه است که در استان آمور واقع شده‌است.